# Rikiosatoa grisea
Rikiosatoa grisea là một loài bướm đêm trong họ Geometridae.